# 全俄国家电视广播公司
全俄国家电视广播公司（羅馬化：Vserossíyskaya gosudárstvennaya televiziónnaya i radioveshchátel'naya kompániya, VGTRK），是俄罗斯联邦政府下辖的一家联邦国有单一制企业，于1990年7月14日成立，经营多个电视和电台频道。截止到2010年，该电视台以俄罗斯的53种语言制作并播出节目。

## 历史
1990年6月21日，俄罗斯人民代表大会第一次会议通过一项决议，设立俄罗斯苏维埃联邦社会主义共和国国家电视广播委员会。1990年7月14日，俄罗斯联邦最高苏维埃主席团依照法令，建立全俄国家电视广播公司，替代原有的电视广播委员会。
1990年12月10日，公司成立广播电台资讯服务部、广播节目部，并开播俄罗斯广播电台，播出两套广播电台节目，分别与全苏广播电台第一套节目（6:30－9:00时段）、第三套节目（23:15－0:00时段）共用频率播出。1991年初，两套广播节目改为只与全苏广播电台第三套节目（同年更名“第二广播电台”）共用频率播出（14:00－17:00和22:00－24:00时段）。此后在1991年9月2日，俄罗斯广播电台开始使用独立频率全天播出，并在俄罗斯各地以“第一套节目”的名义转播。
1991年5月13日，公司开播俄罗斯广播电视台（РТР）频道，并在苏联中央电视台第二套节目的晚间时段播出节目，俄罗斯广播电视台原定1991年3月开播，但因故推迟多次。此时全俄国家电视广播公司实质上成为面向全苏联播出的电视广播机构，与苏联中央电视台并列。

### 苏联解体后的发展
1992年6月4日，俄罗斯联邦政府颁布政令《关于全俄国家电视广播公司》，将奥斯坦金诺电视广播公司位于纽约、东京、柏林、伦敦、罗马、布鲁塞尔、布拉格、堪培拉、新加坡和墨西哥城的记者站，转移至全俄国家电视广播公司旗下，并将国家电视广播节目基金会、苏联电视广播服务、专用车辆运输公司，以及服务电视和广播工人的设施（包括“索夫里诺”创作室、“灯塔”先锋营、科洛博克幼儿园）改为两家广播电视公司共用。
1992年4月13日起，公司使用莫斯科第四频道开播教育频道（此后在6月1日更名为俄罗斯大学频道），与奥斯坦金诺第四频道共用同一频道，在工作日上午、下午及晚间时段播出。1994年1月17日，第四频道移交给独立电视台，俄罗斯大学频道继续在该频道播出，直至1996年11月11日停播。
1994年6月，全俄国家电视广播公司与圣彼得堡市政府共同成立广播电视传输中心、独立网络电视股份有限公司，后者为27电视频道股份公司的股东，该股份公司成立了区域性电视频道TV-3。
1995年10月6日，俄罗斯联邦总统颁布政令《关于提高俄罗斯联邦电视及电台广播》，宣布全俄国家电视广播公司改制为国有单一制企业。
1996年夏季，公司成立公共及政治节目部，替代了原有的“共和”制作组和“机遇”制作组，并成立“RTR-影视”公司，负责节目音像制品发行及出借。
1996年11月11日，公司利用国际通讯卫星904号，开播卫星电视平台“RTR-电视网”，播出“流星”体育频道（该频道完整转播了1996年夏季奥运会）和“流星”影院频道，《星火》杂志称该平台是弗拉基米尔·古辛斯基旗下NTV-Plus平台的有力竞争者。不过两个频道在一年后停播。
除原有的“俄罗斯广播电视台”频道，公司也开播多个面向俄罗斯全国的地面电视频道。1997年11月1日，公司开播文化频道（Культура），该频道为教育电视频道，在俄罗斯地面电视33频道播出（圣彼得堡除外），替代原先的彼得堡-第五频道。2003年6月12日，开播体育频道（Спорт）。2006年7月1日，开播24小时新闻频道报导频道（Вести）。
1998年5月8日，俄罗斯联邦总统颁布政令《关于改善国家大众电子传媒工作》，全俄国家电视广播公司成立“一体化制作及技术综合体”，在此政令的基础上，俄耳甫斯广播电台、灯塔广播电台、俄罗斯之声国家广播公司、俄罗斯国家电视广播音乐中心、国家电视广播交响乐团、苏联电视出口公司和联盟电视电影公司陆续转移至全俄国家电视广播公司旗下，而全俄国家电视广播公司又再分为俄罗斯电视频道国家广播公司、俄罗斯广播电台国家广播公司、文化电视频道国家电视公司。2004年2月26日，俄罗斯联邦政府颁布111号政令《关于全俄国家电视广播公司》，公司位于各地的子公司全部改制为分支机构。公司成为全球最庞大的媒体企业之一。不过在2001年8月13日，公司下辖的“电视广播主中心”和“广播网络及无线电通信主干网主控中心”分离出去，并入俄罗斯电视及广播电台网，隶属俄罗斯联邦新闻及电信部。2002年3月23日，俄罗斯国家电视广播音乐中心、国家电视广播交响乐团也分离出去，转移至俄罗斯联邦新闻及电信部。
2001年6月29日，俄罗斯与欧洲新闻台达成协议，全俄国家电视广播公司从Secemie财团中收购该频道1.8%的股权，成为该频道的股东之一。2001年9月11日至12日，因应美国发生九一一事件，俄罗斯广播电视台首次试验转播欧洲新闻台的节目，并配上俄语音轨。2001年9月17日起，欧洲新闻台在NTV-Plus等卫星平台播出原版。2001年10月2日至2017年9月3日间，文化频道部分时段转播欧洲新闻台。2005年10月至2013年5月，欧洲新闻台也在莫斯科地面电视25频道独立播出，插播俄罗斯广告。
2002年7月1日，俄罗斯环球频道（РТР-Планета）开播，该频道是俄罗斯第一个面向全球播出的国家电视频道，当时标志与国内的俄罗斯广播电视台相同。此后在2005年7月1日，开播俄罗斯环球体育频道，但该频道在2009年4月15日停播
2002年9月1日，公司旗下的电视频道更换台标，其中俄罗斯广播电视台（俄罗斯国内版）更名为俄罗斯频道（Россия）。
2007年10月17日，公司开播“莎拉芬”频道（Сарафан），该频道是VGTRK数字电视套装（Цифровое телевидение ВГТРК）开播的首个频道，这一套装面向卫星电视和有线电视平台。2009年11月1日，VGTRK数字电视套装的第二个频道“我的星球”开播。
2010年1月1日，在总统普京发表新年贺词后，全俄国家电视广播公司下属5个电视频道改版并更换标志，其中俄罗斯频道更名为俄罗斯-1（Россия-1），体育频道更名为俄罗斯-2（Россия-2，由体育频道改为以体育节目为主的综合频道，增加播出一些娱乐，电视剧，纪录片，资讯节目），报导频道更名为俄罗斯24（Россия-24），文化频道更名为俄罗斯-K（Россия-К），俄罗斯环球频道亚洲版和独联体国家版更名为俄罗斯-RTR（Россия-РТР），其他版本继续使用“俄罗斯环球频道”名称。同年12月27日，Bibigon频道停播，改为Карусель（分为俄罗斯国内版和国际版，国际版在美国和法国播出）。
2010年2月11日至7月13日间（期间有中断），公司与第一频道股份公司合作播出2体育2频道，该频道是俄罗斯地面电视第一个高清频道，在播出期间完整转播了2010年冬奥会赛况和2010年世界杯赛事。2010年8月10日，公司开始试播收费高清频道“体育-1”频道，并从8月10日开始转播英超联赛所有赛事。2012年9月13日，公司在俄罗斯联邦通信、信息技术和大众传媒监督局登记“俄罗斯HD”高清电视频道为电子媒体，并在12月17日开始试播俄罗斯HD频道，成为公司拥有的第二个高清电视频道。12月29日20:00（莫斯科时间），俄罗斯HD频道正式启播。此后全俄国家电视广播公司陆续开播多个高清电视频道，包括2014年4月15日开播面向国际观众的教育及娱乐频道“IQ HD”（现在的俄罗斯环球频道HD），在2016年4月1日及21日分别将“俄罗斯浪漫”和“特鲁姆”频道改为高清播出。2019年12月1日，高清版本的“我的星球”频道和动画频道开播，而高清版的俄罗斯环球频道和特鲁姆频道停播。俄罗斯HD频道在2016年7月1日停播（停播前该频道播出公司制作的高清节目集锦），原频道开播高清版的俄罗斯-1频道（莫斯科版本）。
2014年6月17日，公司的两名新闻记者伊戈尔·科尔内柳克和安东·沃罗申在卢甘斯克附近的米塔利斯村遭遇迫击炮袭击，安东·沃罗申身亡，伊戈尔·科尔内柳克送医后身亡。全俄国家电视广播公司为两名记者哀悼。
2014年7月1日，依据俄罗斯联邦政府894号总统令（2013年12月9日）《关于提高国有媒体效益的一些措施》，国家电视广播节目基金会转移至全俄国家电视广播公司旗下，成为公司下属的分支机构。
2015年1月30日，VGTRK数字电视平台和俄罗斯电信公司下属的国家有线电视网络整合，后者原先拥有的收费电视频道转移至全俄国家电视广播公司管理，其中原属国家有线电视网络的母子频道和24科技频道在2015年2月1日改版。
2015年6月2日，公司开始将旗下的体育-1频道、体育频道、拳击俱乐部频道和门户网站Sportbox.ru转移给俄罗斯天然气工业股份公司，此后又在10月1日解散公司体育节目部，并在11月1日停播俄罗斯-2频道，原频道被俄罗斯天然气股份公司新开播的竞赛电视台接管。
2020年11月1日，公司推出多媒体平台Smotrim（俄语：Смотрим），并提供俄罗斯-1、俄罗斯-K、俄罗斯24三个频道的节目和新闻片段回看，三个频道原有网站上的片段也在一个月后转移至该平台。2021年4月1日起，Smotrim平台被纳入俄罗斯智能电视预装应用列表中。

### 管理层的变迁
全俄国家电视广播公司的第一位董事长为《莫斯科新闻报》的前任副主编奥列格·波普佐夫。1996年2月，在叶利钦的要求下，奥列格·波普佐夫离任公司主席，这一要求遭到公司制作部门的反对。叶利钦曾对奥列格·波普佐夫称，电视台播出的新闻是“垃圾”。此后原先担任莫斯科独立广播公司（TV-6频道所有者）主席的爱德华·萨加拉耶夫，接任全俄国家电视广播公司主席。
1997年2月3日，公司部分高管在《新报》上发表公开信《电视商店：为明天卖节目》，指出公司存在财务、节目制作、人员流失等方面的问题，并称主席爱德华·萨加拉耶夫将公司作为增加自己财富的来源。2月7日，萨加拉耶夫主动请辞，此后叶利钦在2月10日任命尼古拉·斯瓦尼泽担任公司主席。不过公开信中指出的问题，被俄罗斯联邦总统领导下的资讯纠纷司法分庭视作不可信，萨加拉耶夫在TV-6频道的同事也有类似说法。
1998年5月21日，尼古拉·斯瓦尼泽因“职位调动”离任公司主席，斯瓦尼泽称辞职是由于希望担任记者，而非管理人员，而部分媒体则称其辞职肇因于对时任总理谢尔盖·基里延科的不满。此后米哈伊尔·什维德科伊接任公司主席。2000年1月31日，俄罗斯总统普京签署政令，宣布米哈伊尔·什维德科因“职位调动”离任公司主席，之后在同年2月8日，什维德科被任命为俄罗斯联邦文化部部长，全俄国家电视广播公司主席则由奥列格·多布罗杰耶夫接任，有媒体称这一任命是为接下来的选举作准备。

## 频道

### 电视频道
- 俄罗斯-1：全国播出的综合频道
- 俄罗斯-K：全国播出的文化频道
- 俄罗斯24：24小时播出的俄语新闻频道
- 旋转木马频道（Карусель）：全国少年儿童电视频道（VGTRK与俄罗斯第一频道共同营运）[94]
- 俄罗斯-1 HD（Россия-1 HD）：综合频道高清版
- 俄罗斯环球频道（ / Россия РТР，RTR Planeta / Rossiya RTR）：卫星国际频道，俄罗斯-1和俄罗斯-K的国际版本，用俄语播出。
- 欧洲新闻台俄语服务（由欧洲广播联盟和VGTRK合作播出）

### 地方性电视频道
- 莫斯科24（Москва 24）：在莫斯科地区播出的新闻、生活、教育频道（委托莫斯科市政府运营）
- 莫斯科Doverie（Москва. Доверие）：莫斯科社会频道（委托莫斯科市政府运营）
- 莫斯科州360°（360° Подмосковье）：区域性公共电视台（委托莫斯科州政府运营）
- 莫斯科州360°HD（360° Подмосковье HD）：莫斯科州360°频道的高清版

### VGTRK数字电视付费频道
- 我的星球频道（Моя планета）：旅游、科学、历史频道[95]
- 科学2.0（Наука 2.0）：与科学创新有关的电视频道
- 搏击俱乐部（Бойцовский клуб）：专业武术体育频道[96]
- 俄罗斯浪漫频道（Русский роман）：电视剧频道[97]
- 俄罗斯热播电影频道（Русский бестселлер）：该电影频道播出较受欢迎的电影
- Sarafan：娱乐频道[98]
- 全国频道（Страна）：全国性新闻、娱乐频道[99]
- 历史频道（История）：俄罗斯和世界历史频道
- 俄罗斯侦探故事频道（Русский детектив）：播放推理电视剧、电影的频道
- 智商频道 HD（IQ HD）：高清娱乐频道
- 幼儿频道（Мульт）：为1.5至6岁儿童播出的频道
- 24小时（24 Док）：俄罗斯纪实频道
- 休闲频道（Парк развлечений）：24小时电影、音乐、娱乐频道
- Techno 24（Техно 24）：军事频道，简称“T24”（2015年2月1日前被称为（24 Techno））[100];
- 母亲频道（Мама）：提供教育儿童的建议（2015年2月1日前被称为（母与子））
- 真实恐怖频道（Настоящее страшное телевидение）：恐怖片频道
- 恐怖频道 HD（Страшное HD）：真实恐怖频道高清版
- 活力星球频道（Живая планета）：纪录频道

### 广播频道
- 俄罗斯广播电台：新闻、谈话、音乐及地域性节目
- 灯塔广播电台：新闻、娱乐节目
- Vesti FM（英语：Vesti FM）：新闻频率
- 文化广播电台（俄语：Радио России）
- 青年广播电台（英语：Radio Yunost）：以欧美流行音乐为主